# São Francisco (kommun i Brasilien, São Paulo, lat -20,36, long -50,67)
São Francisco är en kommun i Brasilien.   Den ligger i delstaten São Paulo, i den södra delen av landet, 600 km sydväst om huvudstaden Brasília. Antalet invånare är 2 793.
Följande samhällen finns i São Francisco:
- São Francisco

Omgivningarna runt São Francisco är huvudsakligen savann. Runt São Francisco är det glesbefolkat, med 16 invånare per kvadratkilometer.